# Келлер, Артур Артурович
Арту́р Арту́рович Ке́ллер (11 сентября 1926 — 2006) — советский и российский ученый, медицинский географ и медицинский эколог, почётный член Русского географического общества. Председатель отделения медицинской географии Русского географического общества (1989—2006). Кандидат медицинских наук.
Лауреат Государственной премии СССР (1985).

## Биография
Родился 11 сентября 1926 года.
Участник Великой Отечественной войны. Во время войны выполнял задания по боевому тралению акватории Финского залива.
В 1948 году окончил Военно-медицинскую академию имени С. М. Кирова, получив квалификацию врача (эпидемиолог-микробиолог).
В 1948—1954 гг. — служба на Тихоокеанском флоте.
В 1954—1956 гг. — слушатель факультета специализации Военно-медицинской академии имени С. М. Кирова.
В 1956—1957 гг. — преподаватель военно-морского факультета при 1-м Ленинградском государственном медицинском институте имени И. П. Павлова.
В 1957—1969 гг. — служба на Ленинградской военно-морской базе и в Военно-медицинской академии имени С. М. Кирова.
С 1956 г. — действительный член Географического общества СССР (ныне РГО).
В 1962 г. защитил диссертацию на соискание ученой степени кандидата медицинских наук по теме «Военная медико-географическая характеристика Совгаванской ВМБ».
В 1969—1986 гг. — начальник отдела НИИ военной медицины.
С 1987 г. вел научную работу в Военно-медицинской академии имени С. М. Кирова.
В 1989—2006 гг. — председатель Отделения медицинской географии Русского географического общества (РГО). Являлся членом ученого совета РГО и членом научно-консультативного совета по медицинской географии при президиуме РГО, академиком Российской экологической академии (РЭА).
С 2000 г. — почетный член Русского географического общества.
Полковник медицинской службы в отставке.
Скончался в 2006 году.

## Научные труды
Автор и соавтор около 237 научных работ и учебных пособий, в том числе книг:
- Келлер А. А. Медицинские географы. СПб., 2003.
- Келлер А. А., Кувакин В. И. Медицинская экология. СПб., 1999.
- Руководство по медицинской географии / Под ред. А. А. Келлера, О. П. Щепина, А. В. Чаклина. СПб., 1993.
- Медицинская география и здоровье / Под ред. А. А. Келлера. Л., 1989.
- Жоголев Д. Т., Келлер А. А. Опасные животные моря и некоторых районов суши. М., 1984.

## Премии и награды
- Государственная премия СССР (1985) — «За разработку теории и методов медицинской географии и внедрение их в практику народного хозяйства» (в составе коллектива врачей и географов)
- Орден Красной Звезды
- Орден «За службу Родине в Вооружённых Силах СССР» III степени
- Знак «За боевое траление»

Награждён 12 медалями, а также 3 почетными дипломами Русского географического общества «За выдающиеся научные работы в области географии».